# Jacob Holm (grosserer)
 Der er flere personer med dette navn, se Jacob Holm.
Jens Jacob Holm (29. september 1770 i Skafterup, Fyrendal Sogn ved Næstved – 3. august 1845 i København) var en dansk urtekræmmer, grosserer, kaperreder, skibsreder, industrimand og værftsejer, grundlægger af Jacob Holm & Sønner, som stadig eksisterer.
Faderen, skoleholder Knud Holm, døde da Jacob Holm var 4 år. Opvæksten hos moderen Kirstine Sophie Kampmann og 3 ældre brødre var under fattige kår. Holm rejste til København og påbegyndte i 1792 handel med varer. Opbyggede en større urtekræmmerhandel med base i Torvegade på Christianshavn. Handelen var rettet mod øen Amagers hurtigt voksende befolkning. Han begyndte redervirksomhed i 1798 med købet af skibet Najaden. Virksomheden ekspanderede i en urolig tid med Slaget på Reden i 1801, bombardementet af København i 1807 og statsbankerotten i 1813. Modtog Ridderkorset i 1815 som kun 45-årig.
Rederivirksomheden nåede fra 1807 til Jacob Holms død i 1845 at omfatte mere end hundrede skibe. Det første kaperbrev blev udstedt i 1807. Et eksempel er kaperbåden Vennerne som blev ført af Hans N. Poulsen og var udstyret med 2 kanoner og 20 mand. Vennerne opbragte i 1810 det store engelske skib The Swift. Bare styrmandens prisepenge var på mere end 500 rigsdaler.
Jacob Holms skibe Concordia og Neptun, under ledelse af kaptajn Thomas Jepsen Sødring, udførte de første danske verdensomsejlinger, i alt tre, fra 1839 til 1845. 1845 var afrejseåret for den berømte jordomsejling af Galathea. Concordia og Neptuns togter var med henblik på hvalfangst og blev gennemført med succes og uden tab af liv. Ved Jacob Holms død ophørte dansk hvalfangst atter.
I 1814 oprettede Jacob Holm skibsværft og byggede større skibe som den eneste fraset det militære Orlogsværft. I 1830 byggedes det første danske dampskib Frederik den Siette som afløste Caledonia på ruten fra København til Kiel.
Som fabrikant blev Jacob Holm en af "Kjøbenhavns 32 Mænd" ligesom vennen og inspirationskilden Lauritz Peter Holmblad. Jacob Holm byggede i 1913 det første industrielle rebslageri, det nuværende Amager Center. Byggede i 1833 som den første fabrikant i Danmark arbejderboliger til sine ansatte. Gaderne omkring rebslageriget er navngivet efter den tidligere fabrik, bl.a. Reberbanegade, Tovværksgade og Jacob Holms gade
Øvrige industrier var et lysstøberi, sæbesyderier, sejldugsfabrik, pudder og stivelsesfabrik, limfabrik, samt en oliemølle.
Han er begravet i Christians Kirkes (oprindeligt Frederiks tyske Kirkes) kapel.